# Christian Hoppe
Christian Hoppe (* 9. Juli 1982 in Leipzig) ist ein deutscher Journalist, Off-Sprecher und Fotograf.

## Karriere
Erste Medienerfahrungen sammelte Hoppe ab 2002 beim Mitteldeutschen Rundfunk sowie anschließend als Redakteur und Moderator beim freien Radio Blau in Leipzig. Über ein Praktikum kam er 2007 zum Fernsehen, wo er ein Volontariat zum TV-Redakteur abschloss. Nach ersten On Air-Erfahrungen (u. a. für das Sat.1-Frühstücksfernsehen) gehörte Hoppe seit 2010 zum festen Reporterstamm für die Sendereihe 30 Minuten Deutschland (bis 2012 auch für Die große Reportage) bei RTL. 2013 führte er im Rahmen der RTL-II-Sendereihe Exklusiv – Die Reportage durch eine zweiteilige Dokumentation über Deutschlands exklusivste Erotik-Etablissements.
Seit Ende 2018 ist Hoppe bei Extra – Das RTL-Magazin als Producer tätig und dort gelegentlich auch als Off-Sprecher und Voiceover-Stimme zu hören.
Christian Hoppe lebt und arbeitet in Köln.

## Sendungen (Auswahl)
- 2011: Nachtaktiv – Arbeiten bis zum Morgengrauen, RTL, Reportage
- 2011: Stresstest Oktoberfest – Zwischen Gaudi und Geschäft, RTL, Reportage
- 2013: Wir verwöhnen Deutschland – Die exklusivsten Bordelle, RTL2, Reportage, 2 Folgen